# Adamsville, Alabama
Adamsville là một thành phố thuộc quận Jefferson, tiểu bang Alabama. Dân số năm 2009 là 4522 người, và mật độ đạt 73 người/km².